# Coró-coró
Coró-coró ou íbis-verde (nome científico: Mesembrinibis cayennensis) é uma ave pelecaniforme da família dos tresquiornitídeos, sendo a única espécie florestal desta família, habitando da região do Panamá a do Paraguai, Argentina e em quase todo o Brasil. Tais aves chegam a medir até 58 cm de comprimento, possuindo plumagem verde-escura, bico e pernas negro-esverdeados. Também recebe os nomes de caraúna, curubá, curicaca-parda e tapicuru.

## Alcance, distribuição e habitat
O coró-coró é encontrado em um espaço que vai do sul da Costa Rica até o norte da Argentina e Paraguai. No entanto, este pássaro também foi avistado em Honduras. Descobertas de fósseis mostram que esta espécie costumava habitar o país estadunidense ao norte do Kansas. A espécie é encontrada em uma variedade de florestas úmidas, particularmente nas encostas de rios e lagos, em altitudes de até 500 metros.

## Características
O adulto mede entre 48 e 56 centímetros de comprimento (Blake 1977, Hilty 2003). Pesa entre 715 e 785 gramas. Segundo Blake, ambos os sexos são similares, não aparentando dimorfismo sexual.
O adulto apresenta face, dorso, uropígio e coberteiras das asas escuras, com reflexos na coloração verde bronzeada. As primárias e secundárias exteriores e retrizes também são escuras, apresentando reflexos de coloração azul metálica. As penas estreitas presentes na pequena crista da nuca e nos lados do pescoço são de um verde-esmeralda brilhante. a garganta e a parte dianteira da cabeça são de coloração cinza-fosco.
A íris é marrom, o bico é longo, curvado e esverdeado. Os tarsos são curtos, não ultrapassando o comprimento da retriz quando o pássaro está em voo e a coloração geral do pássaro tanto quanto a de seus pés é esverdeada. (Hancock et al., 1992).

## Comportamento

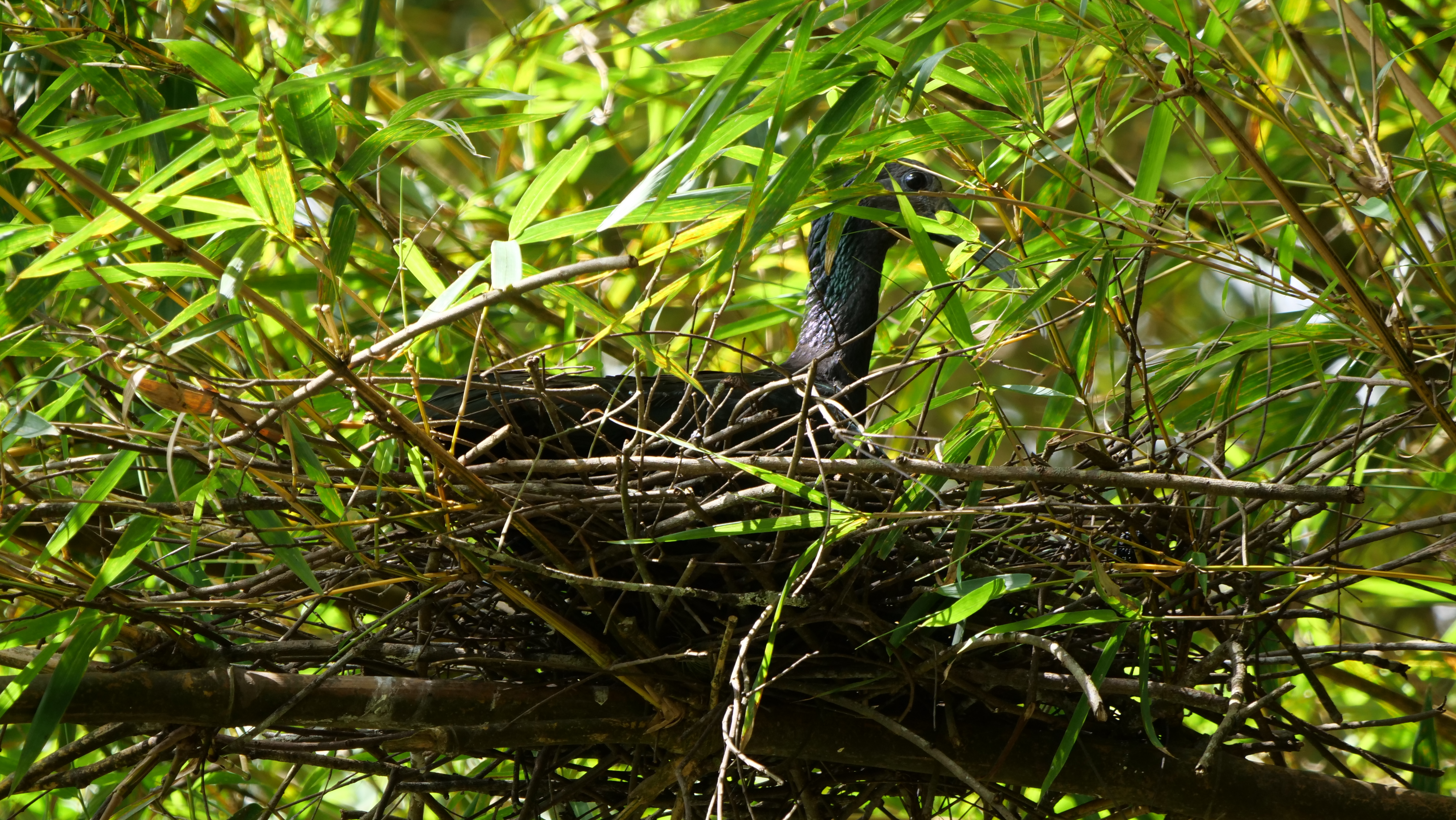
Ninho de Coró-coró

Antes mesmo do raiar do sol, o pássaro pousa dentro da mata e começa a gritar, tanto ao voar como quando está pousado. É uma ave arisca, que ao notar proximidade sai a voar com facilidade, seguido de seus gritos roucos. É reconhecido como o mais barulhento dos íbis, vocalizando uma voz rouca e baixa, utilizada, provavelmente, para a sua territorialidade e comunicação com outros indivíduos da espécie.
Quando vocaliza pela manhã, o pássaro faz longos movimentos com o pescoço e embica o bico para cima, fazendo bela encenação. É também uma espécie urbana, sendo avistada em algumas cidades. O voo do pássaro é semelhante ao voo de um íbis comum.